# Брейер, Дьюла
Дью́ла Бре́йер (венг. Breyer Gyula; 30 апреля 1893, Будапешт — 10 ноября 1921, Братислава) — венгерский шахматист, теоретик и журналист; один из видных представителей гипермодернизма.

## Биография
С шахматами познакомился в студенческие годы. В 18 лет участвовал в международном турнире (Кёльн, 6-е место), в 19 лет чемпионате Венгрии; 4 раза первенствовал в турнирах венгерских мастеров в Будапеште (1915—1917). Лучшие результаты в международных соревнованиях: Баден (1914) — 4-е; Мангейм (1914) — 4-6-е; Кошице (1918; памяти Р. Харузека) — 3-4-е; Берлин (1920) — 1-е; Вена (1921) — 3-е места.
Примечателен успех Брейера в Берлине, где он набрал 6½ очков из 9, опередив ряд известных
шахматистов (см. Берлинские турниры). Сыграл 2 небольших матча: с И. Эссером (1917; +2 −1 =1) и Р. Рети (1920; +0 −4 =1). Успешно проводил сеансы одновременной игры вслепую; в 1921 (Кошице) сыграл с 25 (рекордное для того времени число) участниками (+15 −3 =7).
Шахматное творчество Брейера, отличавшееся оригинальностью стратегических и тактических идей, ценилось современниками гораздо выше его спортивных результатов. Выступая против канонизации классического наследия 3. Тарраша и других, проявил себя новатором, шахматным художником. Скончался от сердечного приступа.
Новый Стейниц слишком рано вырван из нашего круга.Р. Рети
Разработал ряд оригинальных дебютных систем, в том числе в испанской партии и в королевском гамбите (см. Гамбит Брейера). Партия Брейера с З. Таррашем (чёрные; Мангейм, 1914) — яркий пример его самобытного творчества. В борьбе за инициативу Брейер жертвует качество и доводит партию до победы.

## Примечательные партии
|   | a | b | c | d | e | f | g | h |   |
| - | --- | --- | --- | --- | --- | --- | --- | --- | - |
| 8 | a8 чёрная ладья · g8 чёрный король · d7 чёрный ферзь · e7 чёрный конь · f7 чёрная ладья · h7 чёрная пешка · a6 чёрная пешка · c6 чёрная пешка · d6 чёрный слон · f6 чёрная пешка · b5 чёрная пешка · d5 чёрная пешка · b3 белый слон · c3 белая пешка · d3 белый ферзь · f3 белый конь · a2 белая пешка · b2 белая пешка · f2 белая пешка · g2 белая пешка · h2 белая пешка · e1 белая ладья · f1 белая ладья · g1 белый король | a8 чёрная ладья · g8 чёрный король · d7 чёрный ферзь · e7 чёрный конь · f7 чёрная ладья · h7 чёрная пешка · a6 чёрная пешка · c6 чёрная пешка · d6 чёрный слон · f6 чёрная пешка · b5 чёрная пешка · d5 чёрная пешка · b3 белый слон · c3 белая пешка · d3 белый ферзь · f3 белый конь · a2 белая пешка · b2 белая пешка · f2 белая пешка · g2 белая пешка · h2 белая пешка · e1 белая ладья · f1 белая ладья · g1 белый король | a8 чёрная ладья · g8 чёрный король · d7 чёрный ферзь · e7 чёрный конь · f7 чёрная ладья · h7 чёрная пешка · a6 чёрная пешка · c6 чёрная пешка · d6 чёрный слон · f6 чёрная пешка · b5 чёрная пешка · d5 чёрная пешка · b3 белый слон · c3 белая пешка · d3 белый ферзь · f3 белый конь · a2 белая пешка · b2 белая пешка · f2 белая пешка · g2 белая пешка · h2 белая пешка · e1 белая ладья · f1 белая ладья · g1 белый король | a8 чёрная ладья · g8 чёрный король · d7 чёрный ферзь · e7 чёрный конь · f7 чёрная ладья · h7 чёрная пешка · a6 чёрная пешка · c6 чёрная пешка · d6 чёрный слон · f6 чёрная пешка · b5 чёрная пешка · d5 чёрная пешка · b3 белый слон · c3 белая пешка · d3 белый ферзь · f3 белый конь · a2 белая пешка · b2 белая пешка · f2 белая пешка · g2 белая пешка · h2 белая пешка · e1 белая ладья · f1 белая ладья · g1 белый король | a8 чёрная ладья · g8 чёрный король · d7 чёрный ферзь · e7 чёрный конь · f7 чёрная ладья · h7 чёрная пешка · a6 чёрная пешка · c6 чёрная пешка · d6 чёрный слон · f6 чёрная пешка · b5 чёрная пешка · d5 чёрная пешка · b3 белый слон · c3 белая пешка · d3 белый ферзь · f3 белый конь · a2 белая пешка · b2 белая пешка · f2 белая пешка · g2 белая пешка · h2 белая пешка · e1 белая ладья · f1 белая ладья · g1 белый король | a8 чёрная ладья · g8 чёрный король · d7 чёрный ферзь · e7 чёрный конь · f7 чёрная ладья · h7 чёрная пешка · a6 чёрная пешка · c6 чёрная пешка · d6 чёрный слон · f6 чёрная пешка · b5 чёрная пешка · d5 чёрная пешка · b3 белый слон · c3 белая пешка · d3 белый ферзь · f3 белый конь · a2 белая пешка · b2 белая пешка · f2 белая пешка · g2 белая пешка · h2 белая пешка · e1 белая ладья · f1 белая ладья · g1 белый король | a8 чёрная ладья · g8 чёрный король · d7 чёрный ферзь · e7 чёрный конь · f7 чёрная ладья · h7 чёрная пешка · a6 чёрная пешка · c6 чёрная пешка · d6 чёрный слон · f6 чёрная пешка · b5 чёрная пешка · d5 чёрная пешка · b3 белый слон · c3 белая пешка · d3 белый ферзь · f3 белый конь · a2 белая пешка · b2 белая пешка · f2 белая пешка · g2 белая пешка · h2 белая пешка · e1 белая ладья · f1 белая ладья · g1 белый король | a8 чёрная ладья · g8 чёрный король · d7 чёрный ферзь · e7 чёрный конь · f7 чёрная ладья · h7 чёрная пешка · a6 чёрная пешка · c6 чёрная пешка · d6 чёрный слон · f6 чёрная пешка · b5 чёрная пешка · d5 чёрная пешка · b3 белый слон · c3 белая пешка · d3 белый ферзь · f3 белый конь · a2 белая пешка · b2 белая пешка · f2 белая пешка · g2 белая пешка · h2 белая пешка · e1 белая ладья · f1 белая ладья · g1 белый король | 8 |
| 7 | a8 чёрная ладья · g8 чёрный король · d7 чёрный ферзь · e7 чёрный конь · f7 чёрная ладья · h7 чёрная пешка · a6 чёрная пешка · c6 чёрная пешка · d6 чёрный слон · f6 чёрная пешка · b5 чёрная пешка · d5 чёрная пешка · b3 белый слон · c3 белая пешка · d3 белый ферзь · f3 белый конь · a2 белая пешка · b2 белая пешка · f2 белая пешка · g2 белая пешка · h2 белая пешка · e1 белая ладья · f1 белая ладья · g1 белый король | a8 чёрная ладья · g8 чёрный король · d7 чёрный ферзь · e7 чёрный конь · f7 чёрная ладья · h7 чёрная пешка · a6 чёрная пешка · c6 чёрная пешка · d6 чёрный слон · f6 чёрная пешка · b5 чёрная пешка · d5 чёрная пешка · b3 белый слон · c3 белая пешка · d3 белый ферзь · f3 белый конь · a2 белая пешка · b2 белая пешка · f2 белая пешка · g2 белая пешка · h2 белая пешка · e1 белая ладья · f1 белая ладья · g1 белый король | a8 чёрная ладья · g8 чёрный король · d7 чёрный ферзь · e7 чёрный конь · f7 чёрная ладья · h7 чёрная пешка · a6 чёрная пешка · c6 чёрная пешка · d6 чёрный слон · f6 чёрная пешка · b5 чёрная пешка · d5 чёрная пешка · b3 белый слон · c3 белая пешка · d3 белый ферзь · f3 белый конь · a2 белая пешка · b2 белая пешка · f2 белая пешка · g2 белая пешка · h2 белая пешка · e1 белая ладья · f1 белая ладья · g1 белый король | a8 чёрная ладья · g8 чёрный король · d7 чёрный ферзь · e7 чёрный конь · f7 чёрная ладья · h7 чёрная пешка · a6 чёрная пешка · c6 чёрная пешка · d6 чёрный слон · f6 чёрная пешка · b5 чёрная пешка · d5 чёрная пешка · b3 белый слон · c3 белая пешка · d3 белый ферзь · f3 белый конь · a2 белая пешка · b2 белая пешка · f2 белая пешка · g2 белая пешка · h2 белая пешка · e1 белая ладья · f1 белая ладья · g1 белый король | a8 чёрная ладья · g8 чёрный король · d7 чёрный ферзь · e7 чёрный конь · f7 чёрная ладья · h7 чёрная пешка · a6 чёрная пешка · c6 чёрная пешка · d6 чёрный слон · f6 чёрная пешка · b5 чёрная пешка · d5 чёрная пешка · b3 белый слон · c3 белая пешка · d3 белый ферзь · f3 белый конь · a2 белая пешка · b2 белая пешка · f2 белая пешка · g2 белая пешка · h2 белая пешка · e1 белая ладья · f1 белая ладья · g1 белый король | a8 чёрная ладья · g8 чёрный король · d7 чёрный ферзь · e7 чёрный конь · f7 чёрная ладья · h7 чёрная пешка · a6 чёрная пешка · c6 чёрная пешка · d6 чёрный слон · f6 чёрная пешка · b5 чёрная пешка · d5 чёрная пешка · b3 белый слон · c3 белая пешка · d3 белый ферзь · f3 белый конь · a2 белая пешка · b2 белая пешка · f2 белая пешка · g2 белая пешка · h2 белая пешка · e1 белая ладья · f1 белая ладья · g1 белый король | a8 чёрная ладья · g8 чёрный король · d7 чёрный ферзь · e7 чёрный конь · f7 чёрная ладья · h7 чёрная пешка · a6 чёрная пешка · c6 чёрная пешка · d6 чёрный слон · f6 чёрная пешка · b5 чёрная пешка · d5 чёрная пешка · b3 белый слон · c3 белая пешка · d3 белый ферзь · f3 белый конь · a2 белая пешка · b2 белая пешка · f2 белая пешка · g2 белая пешка · h2 белая пешка · e1 белая ладья · f1 белая ладья · g1 белый король | a8 чёрная ладья · g8 чёрный король · d7 чёрный ферзь · e7 чёрный конь · f7 чёрная ладья · h7 чёрная пешка · a6 чёрная пешка · c6 чёрная пешка · d6 чёрный слон · f6 чёрная пешка · b5 чёрная пешка · d5 чёрная пешка · b3 белый слон · c3 белая пешка · d3 белый ферзь · f3 белый конь · a2 белая пешка · b2 белая пешка · f2 белая пешка · g2 белая пешка · h2 белая пешка · e1 белая ладья · f1 белая ладья · g1 белый король | 7 |
| 6 | a8 чёрная ладья · g8 чёрный король · d7 чёрный ферзь · e7 чёрный конь · f7 чёрная ладья · h7 чёрная пешка · a6 чёрная пешка · c6 чёрная пешка · d6 чёрный слон · f6 чёрная пешка · b5 чёрная пешка · d5 чёрная пешка · b3 белый слон · c3 белая пешка · d3 белый ферзь · f3 белый конь · a2 белая пешка · b2 белая пешка · f2 белая пешка · g2 белая пешка · h2 белая пешка · e1 белая ладья · f1 белая ладья · g1 белый король | a8 чёрная ладья · g8 чёрный король · d7 чёрный ферзь · e7 чёрный конь · f7 чёрная ладья · h7 чёрная пешка · a6 чёрная пешка · c6 чёрная пешка · d6 чёрный слон · f6 чёрная пешка · b5 чёрная пешка · d5 чёрная пешка · b3 белый слон · c3 белая пешка · d3 белый ферзь · f3 белый конь · a2 белая пешка · b2 белая пешка · f2 белая пешка · g2 белая пешка · h2 белая пешка · e1 белая ладья · f1 белая ладья · g1 белый король | a8 чёрная ладья · g8 чёрный король · d7 чёрный ферзь · e7 чёрный конь · f7 чёрная ладья · h7 чёрная пешка · a6 чёрная пешка · c6 чёрная пешка · d6 чёрный слон · f6 чёрная пешка · b5 чёрная пешка · d5 чёрная пешка · b3 белый слон · c3 белая пешка · d3 белый ферзь · f3 белый конь · a2 белая пешка · b2 белая пешка · f2 белая пешка · g2 белая пешка · h2 белая пешка · e1 белая ладья · f1 белая ладья · g1 белый король | a8 чёрная ладья · g8 чёрный король · d7 чёрный ферзь · e7 чёрный конь · f7 чёрная ладья · h7 чёрная пешка · a6 чёрная пешка · c6 чёрная пешка · d6 чёрный слон · f6 чёрная пешка · b5 чёрная пешка · d5 чёрная пешка · b3 белый слон · c3 белая пешка · d3 белый ферзь · f3 белый конь · a2 белая пешка · b2 белая пешка · f2 белая пешка · g2 белая пешка · h2 белая пешка · e1 белая ладья · f1 белая ладья · g1 белый король | a8 чёрная ладья · g8 чёрный король · d7 чёрный ферзь · e7 чёрный конь · f7 чёрная ладья · h7 чёрная пешка · a6 чёрная пешка · c6 чёрная пешка · d6 чёрный слон · f6 чёрная пешка · b5 чёрная пешка · d5 чёрная пешка · b3 белый слон · c3 белая пешка · d3 белый ферзь · f3 белый конь · a2 белая пешка · b2 белая пешка · f2 белая пешка · g2 белая пешка · h2 белая пешка · e1 белая ладья · f1 белая ладья · g1 белый король | a8 чёрная ладья · g8 чёрный король · d7 чёрный ферзь · e7 чёрный конь · f7 чёрная ладья · h7 чёрная пешка · a6 чёрная пешка · c6 чёрная пешка · d6 чёрный слон · f6 чёрная пешка · b5 чёрная пешка · d5 чёрная пешка · b3 белый слон · c3 белая пешка · d3 белый ферзь · f3 белый конь · a2 белая пешка · b2 белая пешка · f2 белая пешка · g2 белая пешка · h2 белая пешка · e1 белая ладья · f1 белая ладья · g1 белый король | a8 чёрная ладья · g8 чёрный король · d7 чёрный ферзь · e7 чёрный конь · f7 чёрная ладья · h7 чёрная пешка · a6 чёрная пешка · c6 чёрная пешка · d6 чёрный слон · f6 чёрная пешка · b5 чёрная пешка · d5 чёрная пешка · b3 белый слон · c3 белая пешка · d3 белый ферзь · f3 белый конь · a2 белая пешка · b2 белая пешка · f2 белая пешка · g2 белая пешка · h2 белая пешка · e1 белая ладья · f1 белая ладья · g1 белый король | a8 чёрная ладья · g8 чёрный король · d7 чёрный ферзь · e7 чёрный конь · f7 чёрная ладья · h7 чёрная пешка · a6 чёрная пешка · c6 чёрная пешка · d6 чёрный слон · f6 чёрная пешка · b5 чёрная пешка · d5 чёрная пешка · b3 белый слон · c3 белая пешка · d3 белый ферзь · f3 белый конь · a2 белая пешка · b2 белая пешка · f2 белая пешка · g2 белая пешка · h2 белая пешка · e1 белая ладья · f1 белая ладья · g1 белый король | 6 |
| 5 | a8 чёрная ладья · g8 чёрный король · d7 чёрный ферзь · e7 чёрный конь · f7 чёрная ладья · h7 чёрная пешка · a6 чёрная пешка · c6 чёрная пешка · d6 чёрный слон · f6 чёрная пешка · b5 чёрная пешка · d5 чёрная пешка · b3 белый слон · c3 белая пешка · d3 белый ферзь · f3 белый конь · a2 белая пешка · b2 белая пешка · f2 белая пешка · g2 белая пешка · h2 белая пешка · e1 белая ладья · f1 белая ладья · g1 белый король | a8 чёрная ладья · g8 чёрный король · d7 чёрный ферзь · e7 чёрный конь · f7 чёрная ладья · h7 чёрная пешка · a6 чёрная пешка · c6 чёрная пешка · d6 чёрный слон · f6 чёрная пешка · b5 чёрная пешка · d5 чёрная пешка · b3 белый слон · c3 белая пешка · d3 белый ферзь · f3 белый конь · a2 белая пешка · b2 белая пешка · f2 белая пешка · g2 белая пешка · h2 белая пешка · e1 белая ладья · f1 белая ладья · g1 белый король | a8 чёрная ладья · g8 чёрный король · d7 чёрный ферзь · e7 чёрный конь · f7 чёрная ладья · h7 чёрная пешка · a6 чёрная пешка · c6 чёрная пешка · d6 чёрный слон · f6 чёрная пешка · b5 чёрная пешка · d5 чёрная пешка · b3 белый слон · c3 белая пешка · d3 белый ферзь · f3 белый конь · a2 белая пешка · b2 белая пешка · f2 белая пешка · g2 белая пешка · h2 белая пешка · e1 белая ладья · f1 белая ладья · g1 белый король | a8 чёрная ладья · g8 чёрный король · d7 чёрный ферзь · e7 чёрный конь · f7 чёрная ладья · h7 чёрная пешка · a6 чёрная пешка · c6 чёрная пешка · d6 чёрный слон · f6 чёрная пешка · b5 чёрная пешка · d5 чёрная пешка · b3 белый слон · c3 белая пешка · d3 белый ферзь · f3 белый конь · a2 белая пешка · b2 белая пешка · f2 белая пешка · g2 белая пешка · h2 белая пешка · e1 белая ладья · f1 белая ладья · g1 белый король | a8 чёрная ладья · g8 чёрный король · d7 чёрный ферзь · e7 чёрный конь · f7 чёрная ладья · h7 чёрная пешка · a6 чёрная пешка · c6 чёрная пешка · d6 чёрный слон · f6 чёрная пешка · b5 чёрная пешка · d5 чёрная пешка · b3 белый слон · c3 белая пешка · d3 белый ферзь · f3 белый конь · a2 белая пешка · b2 белая пешка · f2 белая пешка · g2 белая пешка · h2 белая пешка · e1 белая ладья · f1 белая ладья · g1 белый король | a8 чёрная ладья · g8 чёрный король · d7 чёрный ферзь · e7 чёрный конь · f7 чёрная ладья · h7 чёрная пешка · a6 чёрная пешка · c6 чёрная пешка · d6 чёрный слон · f6 чёрная пешка · b5 чёрная пешка · d5 чёрная пешка · b3 белый слон · c3 белая пешка · d3 белый ферзь · f3 белый конь · a2 белая пешка · b2 белая пешка · f2 белая пешка · g2 белая пешка · h2 белая пешка · e1 белая ладья · f1 белая ладья · g1 белый король | a8 чёрная ладья · g8 чёрный король · d7 чёрный ферзь · e7 чёрный конь · f7 чёрная ладья · h7 чёрная пешка · a6 чёрная пешка · c6 чёрная пешка · d6 чёрный слон · f6 чёрная пешка · b5 чёрная пешка · d5 чёрная пешка · b3 белый слон · c3 белая пешка · d3 белый ферзь · f3 белый конь · a2 белая пешка · b2 белая пешка · f2 белая пешка · g2 белая пешка · h2 белая пешка · e1 белая ладья · f1 белая ладья · g1 белый король | a8 чёрная ладья · g8 чёрный король · d7 чёрный ферзь · e7 чёрный конь · f7 чёрная ладья · h7 чёрная пешка · a6 чёрная пешка · c6 чёрная пешка · d6 чёрный слон · f6 чёрная пешка · b5 чёрная пешка · d5 чёрная пешка · b3 белый слон · c3 белая пешка · d3 белый ферзь · f3 белый конь · a2 белая пешка · b2 белая пешка · f2 белая пешка · g2 белая пешка · h2 белая пешка · e1 белая ладья · f1 белая ладья · g1 белый король | 5 |
| 4 | a8 чёрная ладья · g8 чёрный король · d7 чёрный ферзь · e7 чёрный конь · f7 чёрная ладья · h7 чёрная пешка · a6 чёрная пешка · c6 чёрная пешка · d6 чёрный слон · f6 чёрная пешка · b5 чёрная пешка · d5 чёрная пешка · b3 белый слон · c3 белая пешка · d3 белый ферзь · f3 белый конь · a2 белая пешка · b2 белая пешка · f2 белая пешка · g2 белая пешка · h2 белая пешка · e1 белая ладья · f1 белая ладья · g1 белый король | a8 чёрная ладья · g8 чёрный король · d7 чёрный ферзь · e7 чёрный конь · f7 чёрная ладья · h7 чёрная пешка · a6 чёрная пешка · c6 чёрная пешка · d6 чёрный слон · f6 чёрная пешка · b5 чёрная пешка · d5 чёрная пешка · b3 белый слон · c3 белая пешка · d3 белый ферзь · f3 белый конь · a2 белая пешка · b2 белая пешка · f2 белая пешка · g2 белая пешка · h2 белая пешка · e1 белая ладья · f1 белая ладья · g1 белый король | a8 чёрная ладья · g8 чёрный король · d7 чёрный ферзь · e7 чёрный конь · f7 чёрная ладья · h7 чёрная пешка · a6 чёрная пешка · c6 чёрная пешка · d6 чёрный слон · f6 чёрная пешка · b5 чёрная пешка · d5 чёрная пешка · b3 белый слон · c3 белая пешка · d3 белый ферзь · f3 белый конь · a2 белая пешка · b2 белая пешка · f2 белая пешка · g2 белая пешка · h2 белая пешка · e1 белая ладья · f1 белая ладья · g1 белый король | a8 чёрная ладья · g8 чёрный король · d7 чёрный ферзь · e7 чёрный конь · f7 чёрная ладья · h7 чёрная пешка · a6 чёрная пешка · c6 чёрная пешка · d6 чёрный слон · f6 чёрная пешка · b5 чёрная пешка · d5 чёрная пешка · b3 белый слон · c3 белая пешка · d3 белый ферзь · f3 белый конь · a2 белая пешка · b2 белая пешка · f2 белая пешка · g2 белая пешка · h2 белая пешка · e1 белая ладья · f1 белая ладья · g1 белый король | a8 чёрная ладья · g8 чёрный король · d7 чёрный ферзь · e7 чёрный конь · f7 чёрная ладья · h7 чёрная пешка · a6 чёрная пешка · c6 чёрная пешка · d6 чёрный слон · f6 чёрная пешка · b5 чёрная пешка · d5 чёрная пешка · b3 белый слон · c3 белая пешка · d3 белый ферзь · f3 белый конь · a2 белая пешка · b2 белая пешка · f2 белая пешка · g2 белая пешка · h2 белая пешка · e1 белая ладья · f1 белая ладья · g1 белый король | a8 чёрная ладья · g8 чёрный король · d7 чёрный ферзь · e7 чёрный конь · f7 чёрная ладья · h7 чёрная пешка · a6 чёрная пешка · c6 чёрная пешка · d6 чёрный слон · f6 чёрная пешка · b5 чёрная пешка · d5 чёрная пешка · b3 белый слон · c3 белая пешка · d3 белый ферзь · f3 белый конь · a2 белая пешка · b2 белая пешка · f2 белая пешка · g2 белая пешка · h2 белая пешка · e1 белая ладья · f1 белая ладья · g1 белый король | a8 чёрная ладья · g8 чёрный король · d7 чёрный ферзь · e7 чёрный конь · f7 чёрная ладья · h7 чёрная пешка · a6 чёрная пешка · c6 чёрная пешка · d6 чёрный слон · f6 чёрная пешка · b5 чёрная пешка · d5 чёрная пешка · b3 белый слон · c3 белая пешка · d3 белый ферзь · f3 белый конь · a2 белая пешка · b2 белая пешка · f2 белая пешка · g2 белая пешка · h2 белая пешка · e1 белая ладья · f1 белая ладья · g1 белый король | a8 чёрная ладья · g8 чёрный король · d7 чёрный ферзь · e7 чёрный конь · f7 чёрная ладья · h7 чёрная пешка · a6 чёрная пешка · c6 чёрная пешка · d6 чёрный слон · f6 чёрная пешка · b5 чёрная пешка · d5 чёрная пешка · b3 белый слон · c3 белая пешка · d3 белый ферзь · f3 белый конь · a2 белая пешка · b2 белая пешка · f2 белая пешка · g2 белая пешка · h2 белая пешка · e1 белая ладья · f1 белая ладья · g1 белый король | 4 |
| 3 | a8 чёрная ладья · g8 чёрный король · d7 чёрный ферзь · e7 чёрный конь · f7 чёрная ладья · h7 чёрная пешка · a6 чёрная пешка · c6 чёрная пешка · d6 чёрный слон · f6 чёрная пешка · b5 чёрная пешка · d5 чёрная пешка · b3 белый слон · c3 белая пешка · d3 белый ферзь · f3 белый конь · a2 белая пешка · b2 белая пешка · f2 белая пешка · g2 белая пешка · h2 белая пешка · e1 белая ладья · f1 белая ладья · g1 белый король | a8 чёрная ладья · g8 чёрный король · d7 чёрный ферзь · e7 чёрный конь · f7 чёрная ладья · h7 чёрная пешка · a6 чёрная пешка · c6 чёрная пешка · d6 чёрный слон · f6 чёрная пешка · b5 чёрная пешка · d5 чёрная пешка · b3 белый слон · c3 белая пешка · d3 белый ферзь · f3 белый конь · a2 белая пешка · b2 белая пешка · f2 белая пешка · g2 белая пешка · h2 белая пешка · e1 белая ладья · f1 белая ладья · g1 белый король | a8 чёрная ладья · g8 чёрный король · d7 чёрный ферзь · e7 чёрный конь · f7 чёрная ладья · h7 чёрная пешка · a6 чёрная пешка · c6 чёрная пешка · d6 чёрный слон · f6 чёрная пешка · b5 чёрная пешка · d5 чёрная пешка · b3 белый слон · c3 белая пешка · d3 белый ферзь · f3 белый конь · a2 белая пешка · b2 белая пешка · f2 белая пешка · g2 белая пешка · h2 белая пешка · e1 белая ладья · f1 белая ладья · g1 белый король | a8 чёрная ладья · g8 чёрный король · d7 чёрный ферзь · e7 чёрный конь · f7 чёрная ладья · h7 чёрная пешка · a6 чёрная пешка · c6 чёрная пешка · d6 чёрный слон · f6 чёрная пешка · b5 чёрная пешка · d5 чёрная пешка · b3 белый слон · c3 белая пешка · d3 белый ферзь · f3 белый конь · a2 белая пешка · b2 белая пешка · f2 белая пешка · g2 белая пешка · h2 белая пешка · e1 белая ладья · f1 белая ладья · g1 белый король | a8 чёрная ладья · g8 чёрный король · d7 чёрный ферзь · e7 чёрный конь · f7 чёрная ладья · h7 чёрная пешка · a6 чёрная пешка · c6 чёрная пешка · d6 чёрный слон · f6 чёрная пешка · b5 чёрная пешка · d5 чёрная пешка · b3 белый слон · c3 белая пешка · d3 белый ферзь · f3 белый конь · a2 белая пешка · b2 белая пешка · f2 белая пешка · g2 белая пешка · h2 белая пешка · e1 белая ладья · f1 белая ладья · g1 белый король | a8 чёрная ладья · g8 чёрный король · d7 чёрный ферзь · e7 чёрный конь · f7 чёрная ладья · h7 чёрная пешка · a6 чёрная пешка · c6 чёрная пешка · d6 чёрный слон · f6 чёрная пешка · b5 чёрная пешка · d5 чёрная пешка · b3 белый слон · c3 белая пешка · d3 белый ферзь · f3 белый конь · a2 белая пешка · b2 белая пешка · f2 белая пешка · g2 белая пешка · h2 белая пешка · e1 белая ладья · f1 белая ладья · g1 белый король | a8 чёрная ладья · g8 чёрный король · d7 чёрный ферзь · e7 чёрный конь · f7 чёрная ладья · h7 чёрная пешка · a6 чёрная пешка · c6 чёрная пешка · d6 чёрный слон · f6 чёрная пешка · b5 чёрная пешка · d5 чёрная пешка · b3 белый слон · c3 белая пешка · d3 белый ферзь · f3 белый конь · a2 белая пешка · b2 белая пешка · f2 белая пешка · g2 белая пешка · h2 белая пешка · e1 белая ладья · f1 белая ладья · g1 белый король | a8 чёрная ладья · g8 чёрный король · d7 чёрный ферзь · e7 чёрный конь · f7 чёрная ладья · h7 чёрная пешка · a6 чёрная пешка · c6 чёрная пешка · d6 чёрный слон · f6 чёрная пешка · b5 чёрная пешка · d5 чёрная пешка · b3 белый слон · c3 белая пешка · d3 белый ферзь · f3 белый конь · a2 белая пешка · b2 белая пешка · f2 белая пешка · g2 белая пешка · h2 белая пешка · e1 белая ладья · f1 белая ладья · g1 белый король | 3 |
| 2 | a8 чёрная ладья · g8 чёрный король · d7 чёрный ферзь · e7 чёрный конь · f7 чёрная ладья · h7 чёрная пешка · a6 чёрная пешка · c6 чёрная пешка · d6 чёрный слон · f6 чёрная пешка · b5 чёрная пешка · d5 чёрная пешка · b3 белый слон · c3 белая пешка · d3 белый ферзь · f3 белый конь · a2 белая пешка · b2 белая пешка · f2 белая пешка · g2 белая пешка · h2 белая пешка · e1 белая ладья · f1 белая ладья · g1 белый король | a8 чёрная ладья · g8 чёрный король · d7 чёрный ферзь · e7 чёрный конь · f7 чёрная ладья · h7 чёрная пешка · a6 чёрная пешка · c6 чёрная пешка · d6 чёрный слон · f6 чёрная пешка · b5 чёрная пешка · d5 чёрная пешка · b3 белый слон · c3 белая пешка · d3 белый ферзь · f3 белый конь · a2 белая пешка · b2 белая пешка · f2 белая пешка · g2 белая пешка · h2 белая пешка · e1 белая ладья · f1 белая ладья · g1 белый король | a8 чёрная ладья · g8 чёрный король · d7 чёрный ферзь · e7 чёрный конь · f7 чёрная ладья · h7 чёрная пешка · a6 чёрная пешка · c6 чёрная пешка · d6 чёрный слон · f6 чёрная пешка · b5 чёрная пешка · d5 чёрная пешка · b3 белый слон · c3 белая пешка · d3 белый ферзь · f3 белый конь · a2 белая пешка · b2 белая пешка · f2 белая пешка · g2 белая пешка · h2 белая пешка · e1 белая ладья · f1 белая ладья · g1 белый король | a8 чёрная ладья · g8 чёрный король · d7 чёрный ферзь · e7 чёрный конь · f7 чёрная ладья · h7 чёрная пешка · a6 чёрная пешка · c6 чёрная пешка · d6 чёрный слон · f6 чёрная пешка · b5 чёрная пешка · d5 чёрная пешка · b3 белый слон · c3 белая пешка · d3 белый ферзь · f3 белый конь · a2 белая пешка · b2 белая пешка · f2 белая пешка · g2 белая пешка · h2 белая пешка · e1 белая ладья · f1 белая ладья · g1 белый король | a8 чёрная ладья · g8 чёрный король · d7 чёрный ферзь · e7 чёрный конь · f7 чёрная ладья · h7 чёрная пешка · a6 чёрная пешка · c6 чёрная пешка · d6 чёрный слон · f6 чёрная пешка · b5 чёрная пешка · d5 чёрная пешка · b3 белый слон · c3 белая пешка · d3 белый ферзь · f3 белый конь · a2 белая пешка · b2 белая пешка · f2 белая пешка · g2 белая пешка · h2 белая пешка · e1 белая ладья · f1 белая ладья · g1 белый король | a8 чёрная ладья · g8 чёрный король · d7 чёрный ферзь · e7 чёрный конь · f7 чёрная ладья · h7 чёрная пешка · a6 чёрная пешка · c6 чёрная пешка · d6 чёрный слон · f6 чёрная пешка · b5 чёрная пешка · d5 чёрная пешка · b3 белый слон · c3 белая пешка · d3 белый ферзь · f3 белый конь · a2 белая пешка · b2 белая пешка · f2 белая пешка · g2 белая пешка · h2 белая пешка · e1 белая ладья · f1 белая ладья · g1 белый король | a8 чёрная ладья · g8 чёрный король · d7 чёрный ферзь · e7 чёрный конь · f7 чёрная ладья · h7 чёрная пешка · a6 чёрная пешка · c6 чёрная пешка · d6 чёрный слон · f6 чёрная пешка · b5 чёрная пешка · d5 чёрная пешка · b3 белый слон · c3 белая пешка · d3 белый ферзь · f3 белый конь · a2 белая пешка · b2 белая пешка · f2 белая пешка · g2 белая пешка · h2 белая пешка · e1 белая ладья · f1 белая ладья · g1 белый король | a8 чёрная ладья · g8 чёрный король · d7 чёрный ферзь · e7 чёрный конь · f7 чёрная ладья · h7 чёрная пешка · a6 чёрная пешка · c6 чёрная пешка · d6 чёрный слон · f6 чёрная пешка · b5 чёрная пешка · d5 чёрная пешка · b3 белый слон · c3 белая пешка · d3 белый ферзь · f3 белый конь · a2 белая пешка · b2 белая пешка · f2 белая пешка · g2 белая пешка · h2 белая пешка · e1 белая ладья · f1 белая ладья · g1 белый король | 2 |
| 1 | a8 чёрная ладья · g8 чёрный король · d7 чёрный ферзь · e7 чёрный конь · f7 чёрная ладья · h7 чёрная пешка · a6 чёрная пешка · c6 чёрная пешка · d6 чёрный слон · f6 чёрная пешка · b5 чёрная пешка · d5 чёрная пешка · b3 белый слон · c3 белая пешка · d3 белый ферзь · f3 белый конь · a2 белая пешка · b2 белая пешка · f2 белая пешка · g2 белая пешка · h2 белая пешка · e1 белая ладья · f1 белая ладья · g1 белый король | a8 чёрная ладья · g8 чёрный король · d7 чёрный ферзь · e7 чёрный конь · f7 чёрная ладья · h7 чёрная пешка · a6 чёрная пешка · c6 чёрная пешка · d6 чёрный слон · f6 чёрная пешка · b5 чёрная пешка · d5 чёрная пешка · b3 белый слон · c3 белая пешка · d3 белый ферзь · f3 белый конь · a2 белая пешка · b2 белая пешка · f2 белая пешка · g2 белая пешка · h2 белая пешка · e1 белая ладья · f1 белая ладья · g1 белый король | a8 чёрная ладья · g8 чёрный король · d7 чёрный ферзь · e7 чёрный конь · f7 чёрная ладья · h7 чёрная пешка · a6 чёрная пешка · c6 чёрная пешка · d6 чёрный слон · f6 чёрная пешка · b5 чёрная пешка · d5 чёрная пешка · b3 белый слон · c3 белая пешка · d3 белый ферзь · f3 белый конь · a2 белая пешка · b2 белая пешка · f2 белая пешка · g2 белая пешка · h2 белая пешка · e1 белая ладья · f1 белая ладья · g1 белый король | a8 чёрная ладья · g8 чёрный король · d7 чёрный ферзь · e7 чёрный конь · f7 чёрная ладья · h7 чёрная пешка · a6 чёрная пешка · c6 чёрная пешка · d6 чёрный слон · f6 чёрная пешка · b5 чёрная пешка · d5 чёрная пешка · b3 белый слон · c3 белая пешка · d3 белый ферзь · f3 белый конь · a2 белая пешка · b2 белая пешка · f2 белая пешка · g2 белая пешка · h2 белая пешка · e1 белая ладья · f1 белая ладья · g1 белый король | a8 чёрная ладья · g8 чёрный король · d7 чёрный ферзь · e7 чёрный конь · f7 чёрная ладья · h7 чёрная пешка · a6 чёрная пешка · c6 чёрная пешка · d6 чёрный слон · f6 чёрная пешка · b5 чёрная пешка · d5 чёрная пешка · b3 белый слон · c3 белая пешка · d3 белый ферзь · f3 белый конь · a2 белая пешка · b2 белая пешка · f2 белая пешка · g2 белая пешка · h2 белая пешка · e1 белая ладья · f1 белая ладья · g1 белый король | a8 чёрная ладья · g8 чёрный король · d7 чёрный ферзь · e7 чёрный конь · f7 чёрная ладья · h7 чёрная пешка · a6 чёрная пешка · c6 чёрная пешка · d6 чёрный слон · f6 чёрная пешка · b5 чёрная пешка · d5 чёрная пешка · b3 белый слон · c3 белая пешка · d3 белый ферзь · f3 белый конь · a2 белая пешка · b2 белая пешка · f2 белая пешка · g2 белая пешка · h2 белая пешка · e1 белая ладья · f1 белая ладья · g1 белый король | a8 чёрная ладья · g8 чёрный король · d7 чёрный ферзь · e7 чёрный конь · f7 чёрная ладья · h7 чёрная пешка · a6 чёрная пешка · c6 чёрная пешка · d6 чёрный слон · f6 чёрная пешка · b5 чёрная пешка · d5 чёрная пешка · b3 белый слон · c3 белая пешка · d3 белый ферзь · f3 белый конь · a2 белая пешка · b2 белая пешка · f2 белая пешка · g2 белая пешка · h2 белая пешка · e1 белая ладья · f1 белая ладья · g1 белый король | a8 чёрная ладья · g8 чёрный король · d7 чёрный ферзь · e7 чёрный конь · f7 чёрная ладья · h7 чёрная пешка · a6 чёрная пешка · c6 чёрная пешка · d6 чёрный слон · f6 чёрная пешка · b5 чёрная пешка · d5 чёрная пешка · b3 белый слон · c3 белая пешка · d3 белый ферзь · f3 белый конь · a2 белая пешка · b2 белая пешка · f2 белая пешка · g2 белая пешка · h2 белая пешка · e1 белая ладья · f1 белая ладья · g1 белый король | 1 |
|   | a | b | c | d | e | f | g | h |   |

20.Kd4 с5 21.Л:е7 С:е7 22.Kf5 с4 23.Фh3 Cf8 24.Cd1 Фс7 25.Ch5 Лd7 

26.Ле1 Лb8 27.Фh4 Cg7 28.Се8 Лdd8 29.Ке7+ Kph8 30.Kg6+ Kpg8 

31.Ке7+ Kph8 32.Cf7 h6 33.Фh5 Лf8 34.Kg6+ Kph7 35.Се6 f5 

36.С:f5 Лf6 37.Ke7+ Kph8 38.К:d5 Фd6 39.К:f6 Ф:f6 40.Ле6 Фg5 

41.Ле8+, 1:0.